# 서일중학교 (충남)
서일중학교(瑞一中學校)는 대한민국 충청남도 서산시 지곡면 화천리에 있는 사립 중학교이다.

## 학교 연혁
- 1967년 3월 3일 : 서일중학교 개교
- 1974년 3월 8일 : 서일고등학교 개교
- 1974년 6월 7일 : 학교법인 창호학원 설립 인가
- 1979년 3월 6일 : 서일중학교 9학급
- 2024년 2월 6일 : 서일중학교 제51회 졸업 89명(총 4,562명)

## 참고 자료
- 서일중학교 - 한국교육학술정보원 학교알리미